# Joyce Silva
Joyce Silva, född 13 juni 1984, är en brasiliansk volleybollspelare. Silva har med det brasilianska landslaget tagit silver vid VM 2010 och vunnit sydamerikanska mästerskapet 2007 och sydamerikanska mästerskapet 2009. På klubbnivå började hon karriären i Brasilien för att sedan spela med flera klubbar i Europa och Asien innan hon 2021 återvände till Brasilien.